# إيسيكس (نيويورك)
إيسيكس (بالإنجليزية: Essex, New York) هي بلدة أمريكية تقع في الولايات المتحدة في مقاطعة إيسيكس، نيويورك. يقدر عدد سكانها بـ 671 نسمة ومساحتها 97.3 كم2 وترتفع عن سطح البحر 81 متر.

## أعلام
- جون هاميلتون فولتون
- يوجين سكينر